# Лунц, Роман Осипович
Рома́н О́сипович Лунц (7 января 1871, Минск — 20 июля 1947, Москва) — русский и советский педиатр, доктор медицины, профессор.

## Биография
Роман Осипович Лунц родился 7 января 1871 года в Минске в семье военного врача Осипа Лазаревича Лунца (1842—1930) и Веры Романовны Липкиной — дочери расейняйского 2-й гильдии купца.
Обучался на медицинском факультете Московского университета, который окончил в 1894 году. Был там одним из первых учеников Н. Ф. Филатова. После окончания института работал врачом земской больницы в Тамбовской губернии. С 1898 по 1901 Р. О. Лунц стажировался за границей, где проходил специализацию по педиатрии в клиниках Германии и Великобритании. После возвращения работал врачом Минского коммерческого училища, затем педиатром в Пресненской амбулатории для бедных. В 1911 году защитил диссертацию на степень доктора медицины.
После революции (с 1918 по 1922) заведовал показательной детской консультацией Наркомздрава РСФСР. С 1922 по 1931 Р. О. Лунц работал в Доме охраны младенца. В 1928 году ему было присвоено звание профессора. С 1931 года до конца жизни заведовал кафедрой Пропедевтики детских болезней Второго Московского государственного медицинского института.
Роман Осипович Лунц скончался 20 июля 1947 года в Москве. Похоронен на Новодевичьем кладбище.

### Семья
- Сестра — Ольга Осиповна Лунц (1874—1923), жена Владислава Александровича Кобыляского. Их сын — историк Казимир Владиславович Кобылянский[5].
- Сестра — Лидия Осиповна Лунц (1878—?), жена учёного-экономиста Ильи Яковлевича Герцыка (1872—1938).
- Жена — Мария Соломоновна Неменова-Лунц (1879—1954), профессор Московской консерватории, Заслуженный деятель искусств РСФСР.
  - Сын — Даниил Лунц (1912—1977), судебный психиатр, доктор медицинских наук, профессор.

## Научная деятельность
Научные интересы Р. О. Лунца были посвящены анатомо—физиологическим особенностям детей грудного возраста, вопросам вскармливания и питания здорового и больного ребёнка. Изучал диагностику и клинику заболеваний лёгких и желудочно-кишечного тракта у детей раннего возраста. Ряд работ был посвящён бациллярной дизентерии, диететике ребёнка, клинике детских болезней, а также другим проблемам педиатрии.
Р. О. Лунц был последователем педиатрической школы Н. Ф. Филатова. Будучи заведующим кафедрой Пропедевтики детских болезней Второго Московского государственного медицинского института, Р. О. Лунц много внимания уделял подготовке молодых работников кафедры. Под его руководством на кафедре значительно выросла научная работа. Актуальность тематики научных исследований вытекала из практических запросов педиатрии. Были опубликованы ряд учебных руководств, методических пособий, монографий и журнальных статей. Коллективу кафедры под руководством Р. О. Лунца удалось быстро наладить преподавание новой дисциплины, подготовку студентов и молодых врачей.
Во время Великой Отечественной войны Р. О. Лунц был постоянным руководителем сестринских кружков на базе эвакогоспиталя, развёрнутого на базе больницы имени Н. Ф. Филатова.

## Основные труды
- Бомштейн И. С., Лунц Р. О. Вскармливание ребёнка со дня рождения до пятилетнего возраста. — М.: «Товарищество скоропечатни А. А. Левенсон», 1908.
- Лунц Р. О. К вопросу о борьбе с носителями дифтерийной палочки. — СПб.: «Типография товарищества Грамотность», 1913.
- Лунц Р. О. Распознавание и лечение поносов у грудных детей. — М.—Л.: «Государственное медицинское издательство», 1931.
- Лунц Р. О. Физиология и диететика грудного ребёнка. — М.—Л.: «Государственное медицинское издательство», 1935.
- Лунц Р. О. Витаминоль и его терапевтическое применение. — М.: «Известия», 1938.